# Liste der Staatsoberhäupter Äthiopiens seit 1974
Diese Seite zeigt eine Liste der Staatsoberhäupter (Präsidenten und Staatschefs) Äthiopiens seit 1974.
| Amtszeit                                                                             | Amtierender und Amt                                                                                             | Partei                                                                        | Anmerkungen                                                                   |
| Koordinierendes Komitee der Streitkräfte, Polizei und Territorialarmee (Derg)        | Koordinierendes Komitee der Streitkräfte, Polizei und Territorialarmee (Derg)                                   | Koordinierendes Komitee der Streitkräfte, Polizei und Territorialarmee (Derg) | Koordinierendes Komitee der Streitkräfte, Polizei und Territorialarmee (Derg) |
| ------------------------------------------------------------------------------------ | --- | ----------------------------------------------------------------------------- | ----------------------------------------------------------------------------- |
| 12. September 1974 bis 17. November 1974                                             | Aman Mikael Andom, Vorsitzender des Koordinierenden Komitees der Streitkräfte, Polizei und Territorialarmee     | keine (Militärjunta)                                                          |                                                                               |
| 17. November 1974 bis 28. November 1974                                              | Mengistu Haile Mariam, Vorsitzender des Koordinierenden Komitees der Streitkräfte, Polizei und Territorialarmee | keine                                                                         | 1. Amtsperiode                                                                |
| 28. November 1974 bis 3. Februar 1977                                                | Tafari Benti, Vorsitzender des Koordinierenden Komitees der Streitkräfte, Polizei und Territorialarmee          | keine                                                                         |                                                                               |
| 11. Februar 1977 bis 10. September 1987                                              | Mengistu Haile Mariam, Vorsitzender des Koordinierenden Komitees der Streitkräfte, Polizei und Territorialarmee | EWP                                                                           | 2. Amtsperiode                                                                |
| Demokratische Volksrepublik Äthiopien                                                | |                                                                               |                                                                               |
| 10. September 1987 bis 21. Mai 1991                                                  | Mengistu Haile Mariam, Präsident                                                                                | EWP                                                                           |                                                                               |
| 21. Mai 1991 bis 27. Mai 1991                                                        | Tesfaye Gebre Kidan, ausführender Präsident                                                                     | EWP                                                                           |                                                                               |
| Äthiopien (Ityop’iya)                                                                | |                                                                               |                                                                               |
| 27. Mai 1991 bis 28. Mai 1991                                                        | Tesfaye Gebre Kidan, ausführender Präsident                                                                     | EWP                                                                           |                                                                               |
| 28. Mai 1991 bis 22. August 1995                                                     | Meles Zenawi, Interimspräsident                                                                                 | TPLF (EPRDF)                                                                  |                                                                               |
| Demokratische Bundesrepublik Äthiopien (Ityop’iya Federalawi Demokrasiyawi Ripeblik) | |                                                                               |                                                                               |
| 22. August 1995 bis 8. Oktober 2001                                                  | Negasso Gidada, Präsident                                                                                       | OPDO (EPRDF)                                                                  |                                                                               |
| 8. Oktober 2001 bis 7. Oktober 2013                                                  | Girma Wolde-Giorgis, Präsident                                                                                  | keine                                                                         | 2007 wiedergewählt                                                            |
| 7. Oktober 2013 bis 25. Oktober 2018                                                 | Mulatu Teschome, Präsident                                                                                      | OPDO (EPRDF)                                                                  |                                                                               |
| 25. Oktober 2018 bis 7. Oktober 2024                                                 | Sahle-Work Zewde, Präsidentin                                                                                   | keine                                                                         | Erste Frau im Amt                                                             |
| 7. Oktober 2024 bis heute                                                            | Taye Atske Selassie, Präsident                                                                                  | keine                                                                         |                                                                               |